# Scouthead
Scouthead – osada w Anglii, w hrabstwie ceremonialnym Wielki Manchester, w dystrykcie metropolitalnym Oldham. Leży 16 km na północny wschód od centrum miasta Manchester.